# Daniel Lipstorpius
Daniel Lipstorpius, född 10 maj 1631 i Lübeck, död 1 september 1684 i Lübeck, var en tysk astronom och akademiker, som även var verksam i Sverige som professor i juridik vid Uppsala universitet.
Daniel Lipstorpius var son till domkyrkopredikanten i Lübeck Daniel Lipstorf. Han blev magister i Rostock år 1651, och hovmatematiker i Weimar år 1653. År 1662–1672 var han professor i juridik vid Uppsala universitet, varefter han uppehöll positionen som advocatus curiae i Haag. Några år senare återvände han till Lübeck där han dog 1684.
Förutom kommentarer över cartesianismen är han även känd för att ha författat det för tiden kontroversiella verket Copernicus dedivisus seu de vero mundi systemate, ett försvar av den kopernikanska världsbilden.